# Saint-Jean-de-Daye
Saint-Jean-de-Daye là một xã thuộc tỉnh Manche trong vùng Normandie tây bắc nước Pháp. Xã này nằm ở khu vực có độ cao trung bình 43 mét trên mực nước biển.